# Centro Aquático de Londres
O Centro Aquático de Londres (em inglês: London Aquatics Centre) é uma infraestrutura interior com duas piscinas de 50m e uma piscina de mergulhos de 25m, localizada no Parque Olímpico de Londres, em Stratford, Londres. Foi uma das principais infraestruturas para os Jogos Olímpicos e Paralímpicos de 2012. O centro foi usado nas Olimpíadas para os eventos de natação, saltos ornamentais e de nado sincronizado. Nas Paralimpíadas de 2012 foi usado para as provas de natação.
Durante os Jogos, o Centro terá uma capacidade para 17.500 espectadores. Duas "asas" temporárias serão removidas após os Jogos, deixando uma capacidade normal de 2.500 lugares, com mil lugares sentados disponíveis para eventos maiores.
Espera-se que o centro substitua as piscinas do Centro de Desportos Nacional de Crystal Palace, em South London como a principal infraestrutura para desportos aquáticos. Irá abrir ao público em 2014: espera-se que os preços de entrada estejam ao nível dos sítios de lazer locais .

## Desenho
O Centro Aquático de Londres foi desenhado pela arquitecta vencedora do Prémio Pritzker em 2004, Zaha Hadid, antes da candidatura de Londres aos Jogos Olímpicos de 2012. O centro foi construído em conjunto com a Arena de Pólo Aquático, e do lado oposto ao Estádio Olímpico, na margem oposta do Rio Waterworks. O sítio tem 45m de altura, 160m de comprimento e 80m de largura. O telhado, que faz lembrar uma onda, tem 1040.5141 m², uma redução dos anteriormente planeados 3251.6065 m².
O complexo tem uma piscina de competição de 50m, uma piscina de mergulhos de 25m e uma piscina de aquecimento de 50m. A piscina de 50m tem 3 metros de profundidade, tal como a do Centro Aquático Nacional de Pequim, de modo a ser rápida. O seu fundo pode ser movido para reduzir a profundidade. Há também containers móveis que permitem a mudança de tamanho. A piscina de mergulhos tem pranchas às alturas de 3m, 5m, 7.5m e 10m, além de pranchas-trampolim à altura de 3m.  Para a cobertura televisiva dos Jogos Olímpicos, as piscinas estão também equipadas com inovadoras câmaras para apresentar a acção de vários ângulos.
Jacques Rogge, o Presidente do COI, descreveu o Centro como uma "obra-prima".

## Construção

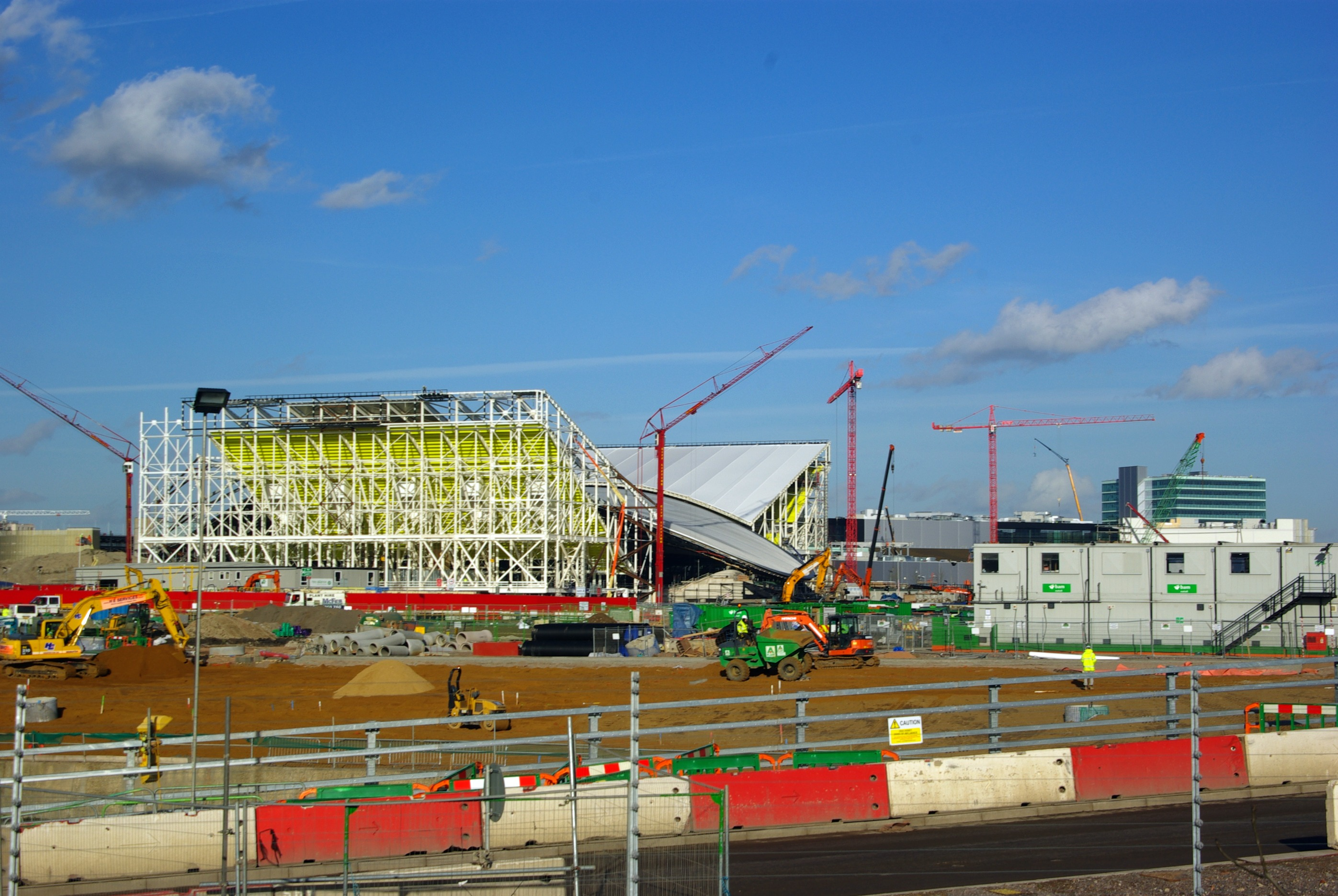
O Centro em construção (Fevereiro de 2011)

A 1 de Dezembro de 2005, Zaha Hadid foi instruída a rever os seus desenhos depois de uma mudança de especificações levar à duplicação do custo estimado de 95.6 milhões de Euros. Os planos revistos foram revelados a 27 de Novembro de 2006. Apesar de se manter o mesmo desenho em geral, com a capacidade para 17.500 espectadores, o desenho revisto do Centro Aquático foi muito mais pequeno e esperava-se um custo muito menor do que o anteriormente previsto. Contudo, a subsequente subida de custos foi reportada ao Parlamento em 2008.
O contrato de construção foi atribuído à Balfour Beatty em Abril de 2008. Foi noticiado na mesma altura que o centro iria custar cerca de três vezes mais do que o esperado, sendo o custo total de cerca de 308 milhões de Euros. A razão dada para a subida dos custos foi a inflação e a subida do IVA, e também incluiu os custos estimados de converter a infraestrutura depois dos Jogos Olímpicos e Paralímpicos.
O Centro ficou completo em Julho de 2011, com um custo final de 343 milhões de Euros.
O desenho demonstra as capacidades do betão pré-construído, expondo o acabamento em betão em vez de pintura ou revestimento. O chão pré-construído foi fabricado pela Bell & Webster Concrete em Lincolnshire, Inglaterra. As unidades de terraço (saltos para a água) foram entregues e posicionadas para acelerar a velocidade da construção. A plataforma de mergulho única, de seis pranchas, foi feita com 462 toneladas de betão. O telhado de alumínio que cobre o Centro foi fornecido pela Kalzip. A estrutura em aço foi fabricada em cooperação com a Rowecord Engineering, de Newport, País de Gales. O tecto foi construído com 30.000 secções de madeira de Louro Vermelho. O telhado em aço pesa 3.200 toneladas. As três piscinas têm 10 milhões de litros de água.